# La Trinidad, Nuevo León
La Trinidad är en ort i Mexiko.   Den ligger i kommunen Montemorelos och delstaten Nuevo León, i den centrala delen av landet, 700 km norr om huvudstaden Mexico City. La Trinidad ligger 1 548 meter över havet och antalet invånare är 112.
Terrängen runt La Trinidad är mycket bergig. Runt La Trinidad är det mycket glesbefolkat, med 2 invånare per kvadratkilometer. Närmaste större samhälle är Allende, 13,9 km öster om La Trinidad. I omgivningarna runt La Trinidad växer i huvudsak blandskog.